# Лимардо, Рубен
Рубе́н Дарио Лима́рдо Гаскон (исп. Rubén Dario Limardo Gascón; род. 3 августа 1985, Сьюдад-Боливар) — венесуэльский фехтовальщик на шпагах, олимпийский чемпион 2012 года в личном первенстве. Один из трёх олимпийских чемпионов в истории Венесуэлы. Двукратный серебряный призёр чемпионатов мира в личном первенстве (2013 и 2018), многократный победитель Панамериканских игр и Панамериканских чемпионатов в личном и командном первенстве. Депутат Национальной ассамблеи Венесуэлы с 5 января 2016 года.
Два младших брата Рубена также стали фехтовальщиками на шпагах. Франсиско (род. 1987) выступал на Олимпийских играх 2008, 2016 и 2024 годов, побеждал на Панамериканских играх и Панамериканских чемпионатах по фехтованию. Хесус (род. 1996) побеждал на Панамериканских чемпионатах, участвовал в Олимпийских играх 2024 года. В 2023 году в Милане три брата Лимардо вместе выиграли бронзу чемпионата мира в командном первенстве шпажистов в составе сборной Венесуэлы.
После победы Рубена на Олимпийских играх 2012 года президент Венесуэлы Уго Чавес наградил Лимардо орденом Освободителя.
Знаменосец сборной Венесуэлы на церемонии открытия летних Олимпийских игр 2016 года в Рио-де-Жанейро.
Жил и учился в польском городе Гливице, где выступал за местный клуб «Пяст». В 2006 и 2008 годах был чемпионом Польши по фехтованию.